# 紀伊野上駅
紀伊野上駅（きいのかみえき）は、かつて和歌山県海草郡野上町（現・紀美野町）にあった野上電気鉄道野上線の駅（廃駅）。交換駅であった。

## 歴史
- 1916年（大正5年）2月4日：野上軽便鉄道（のちに野上電気鉄道）開通と同時に野上駅として開業。当時は終着駅であった。
- 1928年（昭和3年）3月29日：生石口駅（のちの登山口駅）まで延伸、途中駅となる。
- 1934年（昭和9年）2月11日：紀伊野上駅に改称[1]。
- 1983年（昭和58年）：減便に伴い、日中の列車交換がなくなる。
- 1984年（昭和59年）8月7日：日中のみ無人化される[2]。
- 1994年（平成6年）4月1日：野上線廃止に伴い廃止。

## 駅構造
相対式ホーム2面2線を有する地上駅。野上電気鉄道ではタブレット閉塞を採用していたが、1983年（昭和58年）以降の減便に伴い、当駅では朝夕以外に交換を行わなくなり、日中には重根駅のみを交換駅とする併合閉塞が用いられるようになった。

## 駅周辺
次の動木駅までは、貴志川の北岸に沿って清流を眼下に見下ろす景勝地だった。廃線敷は国道バイパスとなっている。

## 隣の駅
野上電気鉄道
野上線
八幡馬場駅 - 紀伊野上駅 - 動木駅